# Rio Maracaçumé
Rio Maracaçumé är ett vattendrag i Brasilien.   Det ligger i delstaten Maranhão, i den nordöstra delen av landet, 1 600 km norr om huvudstaden Brasília.
I omgivningarna runt Rio Maracaçumé växer i huvudsak städsegrön lövskog. Runt Rio Maracaçumé är det glesbefolkat, med 14 invånare per kvadratkilometer.